# Huaytara (tỉnh)
Tỉnh Huaytara (tiếng Tây Ban Nha: Provincia de Huaytara) là một tỉnh thuộc vùng Huancavelica của Peru. Tỉnh Huaytara có diện tích 6458 km², dân số thời điểm theo điều tra dân số ngày 11 tháng 7 năm 1993 là 23319 người. Tỉnh lỵ đóng ở Huaytara.